# ダンカーリー (小惑星)
ダンカーリー (6865 Dunkerley) は、小惑星帯にある小惑星。八ヶ岳南麓天文台の串田嘉男と東京の村松修が発見した。
ウィリアム・ハーシェルの子孫のシャーロット・ハーシェル・ダンカーリー（1939年 - ）に因んで名付けられた。